# 16 Horsepower
16 Horsepower foi uma banda estadunidense que tinha um estilo musical tradicional e alternativo.
A banda foi criada em Denver, no Colorado, e a sua música era habitualmente séria e possuía letras de pendor distintamente religioso e cristão, abordando o conflito e o perdão.
Na maior parte do tempo em que existiram, a banda foi composta por David Eugene Edwards, Jean-Yves Tola e Pascal Humbert, sendo que os dois últimos faziam anteriormente parte da banda Passion Fodder.
Depois de editarem quatro álbuns de estúdio e terem feito várias turnês, a banda terminou em 2005, segundo os próprios integrantes foi graças a diferenças políticas e espirituais dos seus membros. Todos os membros se mantém ativos nos grupos Woven Hand e Lilium.

## Discografia
- 16 Horsepower EP
- Sackcloth 'n' Ashes
- Low Estate
- Secret South
- Hoarse
- Folklore
- Olden
- Live March 2001
- Yours Truly (compilação 2CD/vinil - 2011)[1]